# Camillo Olivetti

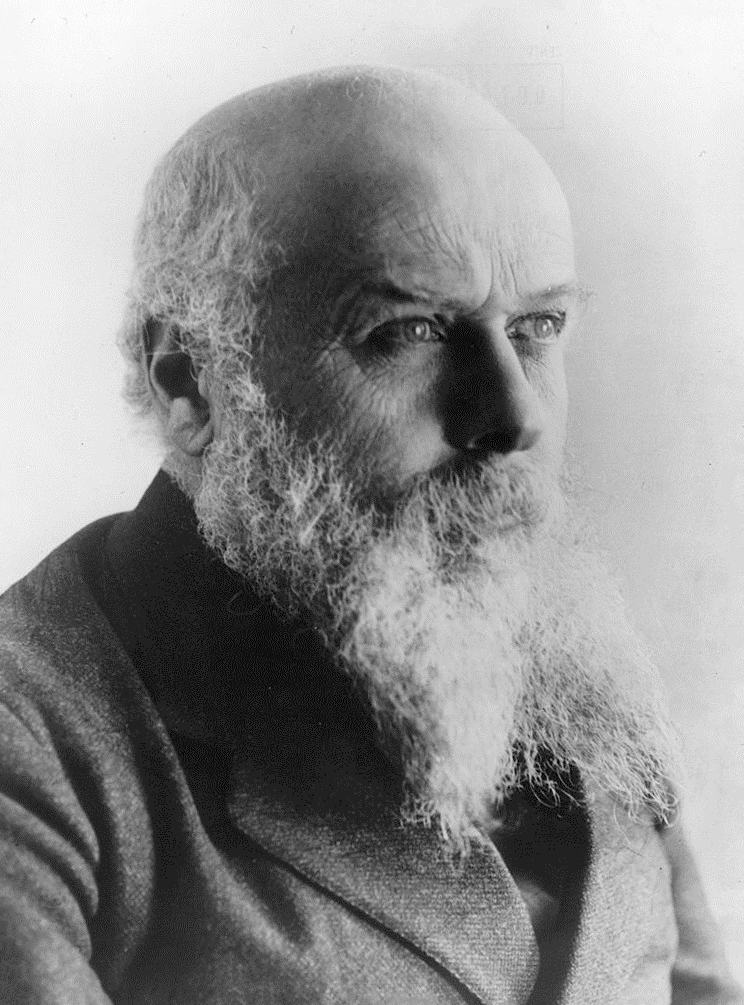
Camillo Olivetti

Samuel David Camillo Olivetti (* 13. August 1868 in Ivrea; † 4. Dezember 1943 in Biella) war ein italienischer Ingenieur und Gründer der Firma Olivetti.

## Leben
Der aus einer jüdischen Familie stammende Camillo Olivetti studierte in Turin und Stanford Elektrotechnik. 1896 gründete er mit seinen Partnern Dino Gatta und Michele Ferrero die Firma CGS, die sich zunächst mit der Herstellung von Messinstrumenten beschäftigte. 1904 wurde die Fabrik für vier Jahre nach Mailand verlegt, bis Olivetti am 29. Oktober 1908 in Ivrea die Società ing. C. Olivetti & C. (ICO) gründete. 
1911 stellte Olivetti die erste Schreibmaschine der Öffentlichkeit vor. Die ICO fertigte von da an vorwiegend Schreibmaschinen sowie Werkzeuge und entwickelte sich schnell zu einem erfolgreichen Unternehmen. 1933 gab Olivetti die Führung der Firma an seinen Sohn Adriano Olivetti ab.